# Wilhermsdorf

Lage

Wilhermsdorf ist ein Markt im Landkreis Fürth (Regierungsbezirk Mittelfranken, Bayern) und gehörte bis zur Gemeindegebietsreform 1972 zum Landkreis Neustadt an der Aisch.

## Geografie

### Geografische Lage
Wilhermsdorf liegt zwischen der Stadt Fürth und Bad Windsheim am Rande des Naturparks Frankenhöhe.
Durch Wilhermsdorf fließt die Zenn, die bei Atzenhof in die Regnitz mündet.

### Nachbargemeinden
Die Nachbargemeinden sind:
- Emskirchen
- Langenzenn
- Großhabersdorf
- Dietenhofen
- Neuhof an der Zenn
- Markt Erlbach

(Aufzählung: im Norden beginnend im Uhrzeigersinn)

### Gemeindegliederung
Es gibt 14 Gemeindeteile (in Klammern sind der Siedlungstyp und die Einwohnerzahlen, Stand: Januar 2013, angegeben):
- Altkatterbach (Dorf, 58 E.)
- Dippoldsberg (Dorf, 109 E.)
- Dürrnfarrnbach (Dorf, 66 E.)
- Fallmeisterei (Weiler, 2 E.)
- Kirchfarrnbach (Pfarrdorf, 330 E.)
- Kreben (Dorf, 76 E.)
- Lenzenhaus (Einöde, 6 E.)
- Lösleinshäuslein (Weiler, 6 E.)
- Meiersberg (Dorf, 178 E.)
- Oberndorf (Weiler, 27 E.)
- Riedelshäuslein (Einöde, 13 E.)
- Unterulsenbach (Dorf, 97 E.)
- Wilhermsdorf (Hauptort, 3955 E.)
- Wolfsmühle (Einöde, 8 E.)

Die Einöden Denzel- und Walkmühle zählen zum Gemeindeteil Wilhermsdorf.
Es gibt auf dem Gemeindegebiet die Gemarkungen Dippoldsberg, Katterbach, Kirchfarrnbach und Wilhermsdorf. Die Gemarkung Wilhermsdorf hat eine Fläche von 8,381 km². Sie ist in 3123 Flurstücke aufgeteilt, die eine durchschnittliche Fläche von 2683,77 m² haben. In ihr liegen neben dem namensgebenden Ort die Gemeindeteile Fallmeisterei, Lenzenhaus, Unterulsenbach und Wolfsmühle.

## Geschichte

### Bis zum 19. Jahrhundert

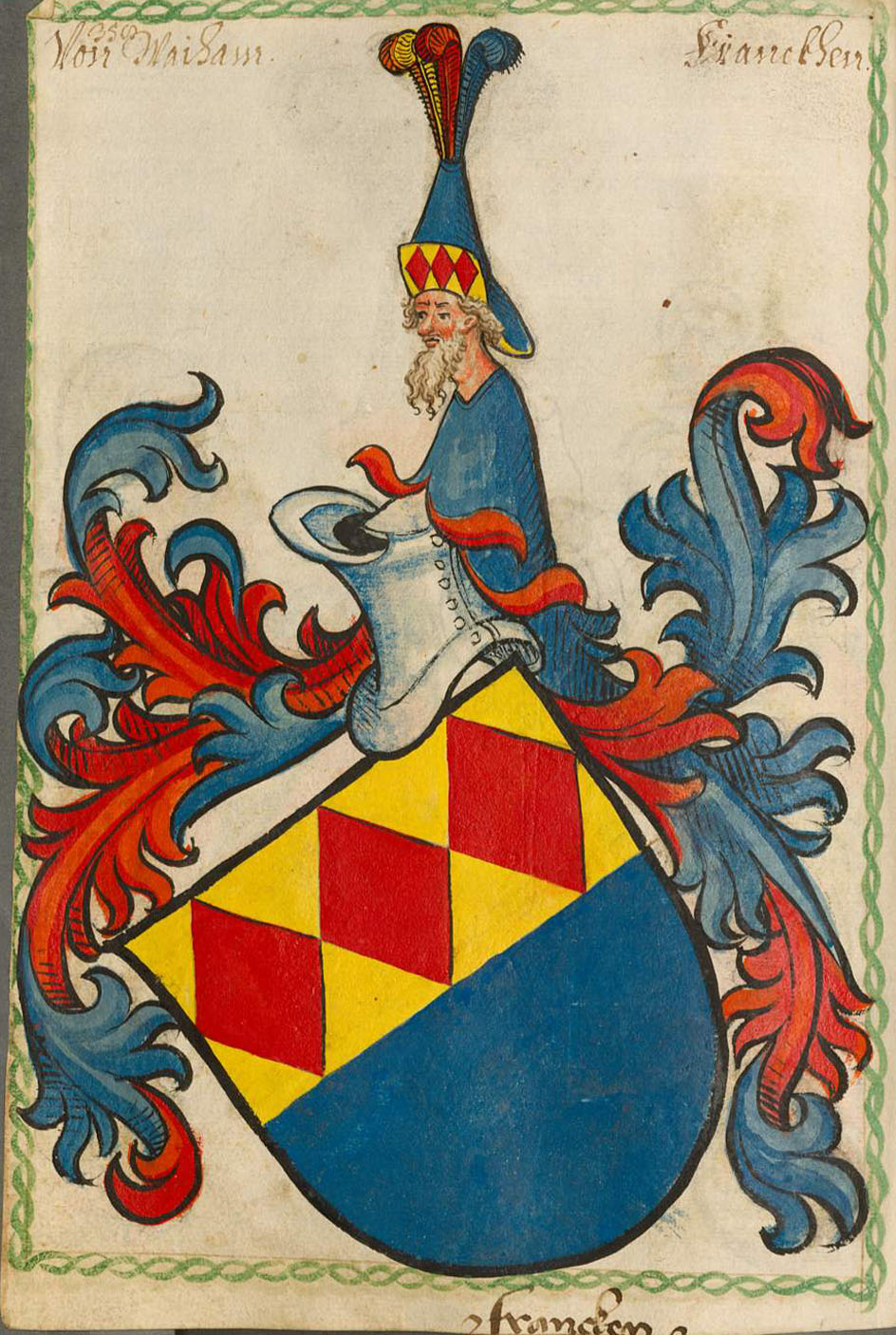
Wappen der Wilhelmsdorf

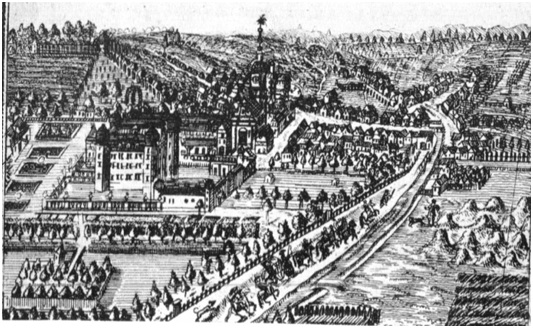
Ehemalige Schlosskulisse

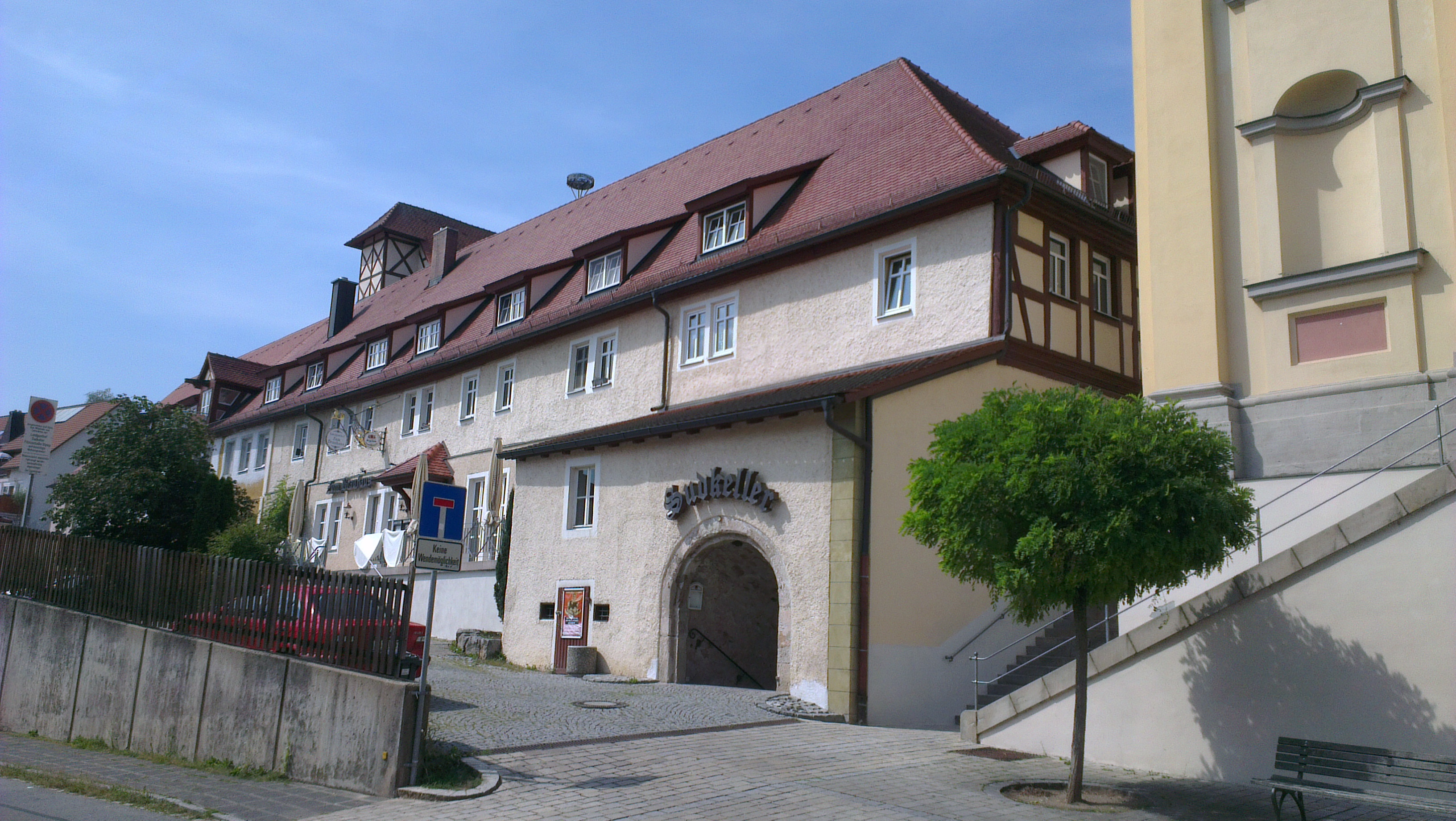
Kanzleigebäude

Vermutlich geht die Gründung von Wilhermsdorf auf die Karolinger im 9. Jahrhundert zurück. Erstmals erwähnt wird Regil de Willehalmesdorff in einer Urkunde aus dem Jahr 1096. Im Laufe der Zeit wurde aus Wilhalmsdorf Wilhelmßdorff bzw. Wilhelmsdorf und später Wilhermsdorf. Der Ortsname hat als Bestimmungswort den Personennamen Willihalm, der als Gründer des Ortes angesehen werden kann.
Im Jahr 1566 verkaufte Wolff von Wilhelmsdorf die Rittergüter Wilhelmsdorf und Neidhardswinden an die Brüder Schutzbar genannt Milchling. Der 1536 geborene Heinrich Hermann von Burgmilchling war der bedeutendste und spätere Alleineigentümer von Wilhelmsdorf. Im Jahr 1569 wurde Heinrich Hermann vom Kaiser in den Reichsfreiherrenstand erhoben. Mit dem Tod Wolffs von Wilhelmsdorf starb 1569 sein Geschlecht aus.
Die in der Region ab 1528 umgesetzte Reformation wurde in Wilhermsdorf erst 1572 nach Aussterben der bisherigen Herrschaft der Kirchenpatronate im Jahr 1569 (mit Wolf von Wilhermsdorf) und dem Aufzug der Freiherrn von Milchling durchgeführt.
Die abgebrannte Veste Wilhelmsdorf baute Heinrich Hermann als stattliche Wasserburg mit dem Namen Veste Burgmilchling neu auf. Im Jahr 1592 starb Heinrich Hermann von Burgmilchling der Ältere. 1593 übernahm sein Sohn Heinrich Herrmann von Burgmilching der Jüngere die Herrschaft. Nach der Überlieferung sei er ein gütiger Burgherr und ein Freund der Wissenschaften gewesen. 1597 verlieh ihm Kaiser Rudolf II. das Privileg, eigene Taler zu prägen.
1612 wurde Wilhermsdorf zur Herrschaft mit eigener Blutgerichtsbarkeit erhoben und erhielt damit den Status eines reichsunmittelbaren Staates. Die reichsritterschaftliche Herrschaft war im fränkischen Ritterkreis dem Kanton Altmühl zugeordnet. Das ehemalige herrschaftliche Kanzleigebäude befindet sich westlich der Hauptkirche und wird heute von einer Brauerei und als Landgasthof genutzt.
Während des Dreißigjährigen Krieges marschierte der Söldner- und Heerführer Mansfeld im Oktober 1621 von Wilhermsdorf aus in das Amt Hoheneck. Gustav Adolf von Schweden übernachtete 1632 auf der Veste Burgmilchling. 1656 verstarb Heinrich Hermann von Burgmilchling der Jüngere ohne Nachkommen, nach seinem Tod wechselte Wilhermsdorf mehrmals seine Besitzer. So gehörte der Ort zwischen 1659 und 1667 dem aus Österreich stammenden Exulanten Georg Hannibal von Egk. Um diese Zeit wurde der Ort auch zur neuen Heimat zahlreicher Glaubensvertriebener vornehmlich aus Niederösterreich.
1667 erwarb Graf Wolfgang Julius von Hohenlohe-Neuenstein die Herrschaft von Wilhermsdorf und Neidhardswinden. Unter seiner Herrschaft wurden die Spuren des Dreißigjährigen Kriegs beseitigt, und Wilhermsdorf erhielt 1671 von Kaiser Leopold I. das Marktrecht verliehen. Zwischen 1672 und 1693 ließ er die Veste Burgmilchling abbrechen und anschließend ein Residenzschloss mit Nebengebäuden und Schlossanlage errichten. Den in Wilhermsdorf ansässigen Juden erteilte er die Erlaubnis, Druckereien zu betreiben. In Wilhermsdorf gedruckte jüdischen Schriften wurden in alle Welt verschickt, beispielsweise eine 1673/77 erschienene Ausgabe des Ma'assebuch. 1689 heiratete Wolfgang Julius nach dem Tod seiner Frau, der Herzogin von Holstein, die junge, aus einem österreichischen Exulantengeschlecht stammende Gräfin Franziska Barbara von Welz. 1698 verstarb Wolfgang Julius nach neun Jahren Ehe im Alter von 76 Jahren. Die Ehe blieb kinderlos. 1701 heiratete die 35-jährige Franziska Barbara den Grafen Philipp Ernst zu Hohenlohe-Waldenburg-Schillingsfürst. Franziska Barbara blieb in Wilhermsdorf, und unter ihrer Herrschaft erlebte Wilhermsdorf eine Blütezeit, in der sie die von Julius Wolfgang geplanten Bauvorhaben verwirklichte. Den architektonischen Höhepunkt bildet dabei die durch den Würzburger Hofbaumeister Joseph Greissing in repräsentativen Barockformen entworfene und 1705 bis 1709 ausgeführte evangelische Hauptkirche.

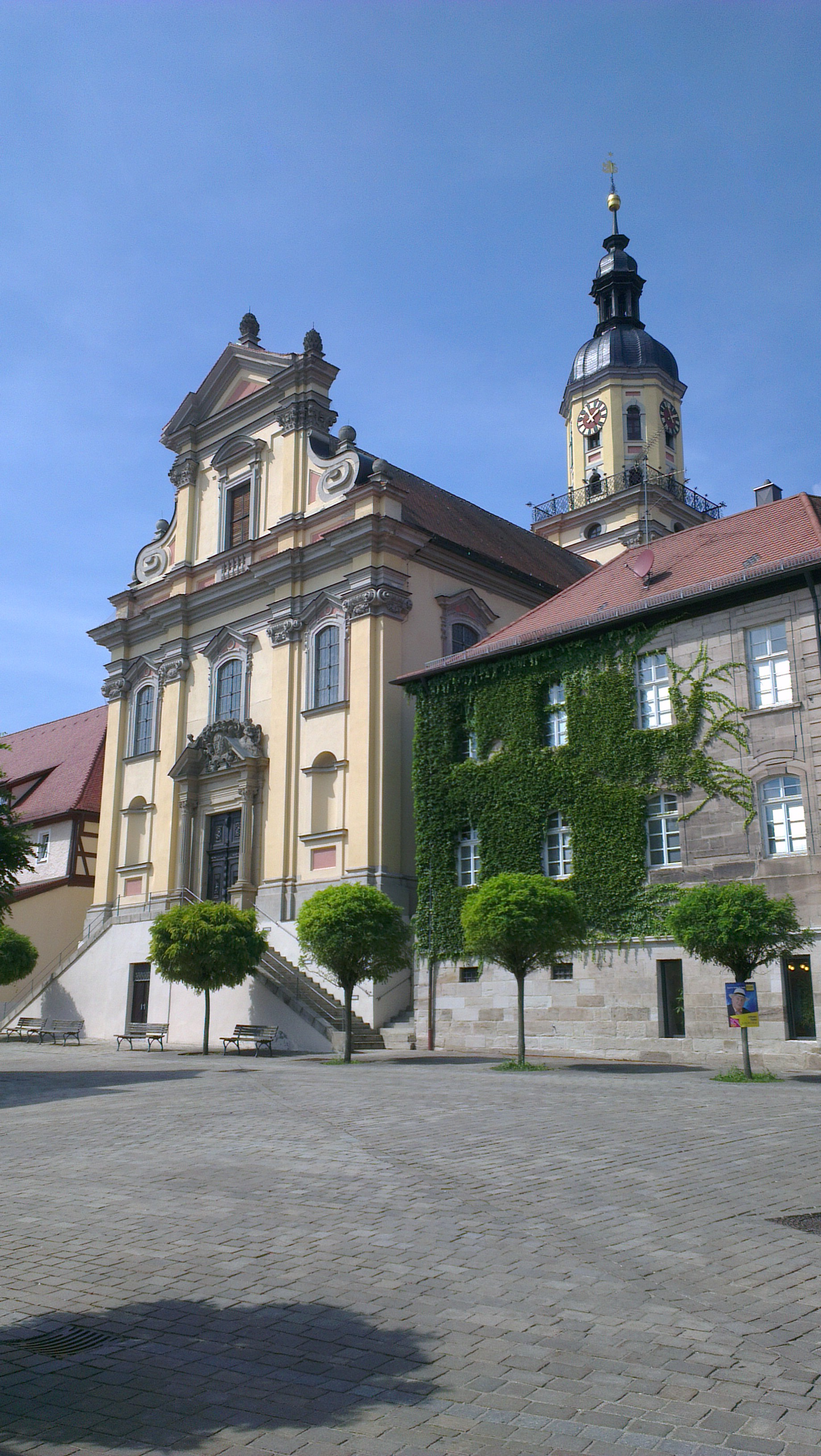
Wilhermsdorfer Hauptkirche

Nach ihrem Tod 1718 wurde Franziska Barbara in einem Prunksarg in der Gruft der von ihr errichteten evangelischen Hauptkirche feierlich beigesetzt. Nach dem Tode von Philipp Ernst fiel das Lehen Wilhermsdorf und Neidhardswinden an die beiden minderjährigen Kinder. 1733 übernahm der Sohn von Philipp Ernst die Reichsherrschaft Wilhermsdorf, auch er blieb ohne Nachkommen. Sein Neffe Graf Philipp Ferdinand zu Limburg, Bronchorst-Styrum übernahm die Herrschaft. Aufgrund seiner hohen Schulden war er 1769 gezwungen, diesen Besitz zu veräußern und ihn an den Fuldaischen Geheimrat Freiherr Erasmus Wurster von Kreuzberg zu verkaufen (für die hohe Summe von 360.000 Gulden), der mit der Nürnberger Patriziertochter Dorothea Marie Kreß von Kressenstein verheiratet war. Ihr Sohn, Freiherr Johannes Friedrich Wurster von Kreuzberg, bezog aus dem Lehen noch eine jährliche Rente und starb 1839 als der letzte seines Geschlechts in Nürnberg. Die Verwaltung von Wilhermsdorf hatte da bereits der bayerische Staat (zugleich Landesherr in Ansbach) übernommen.

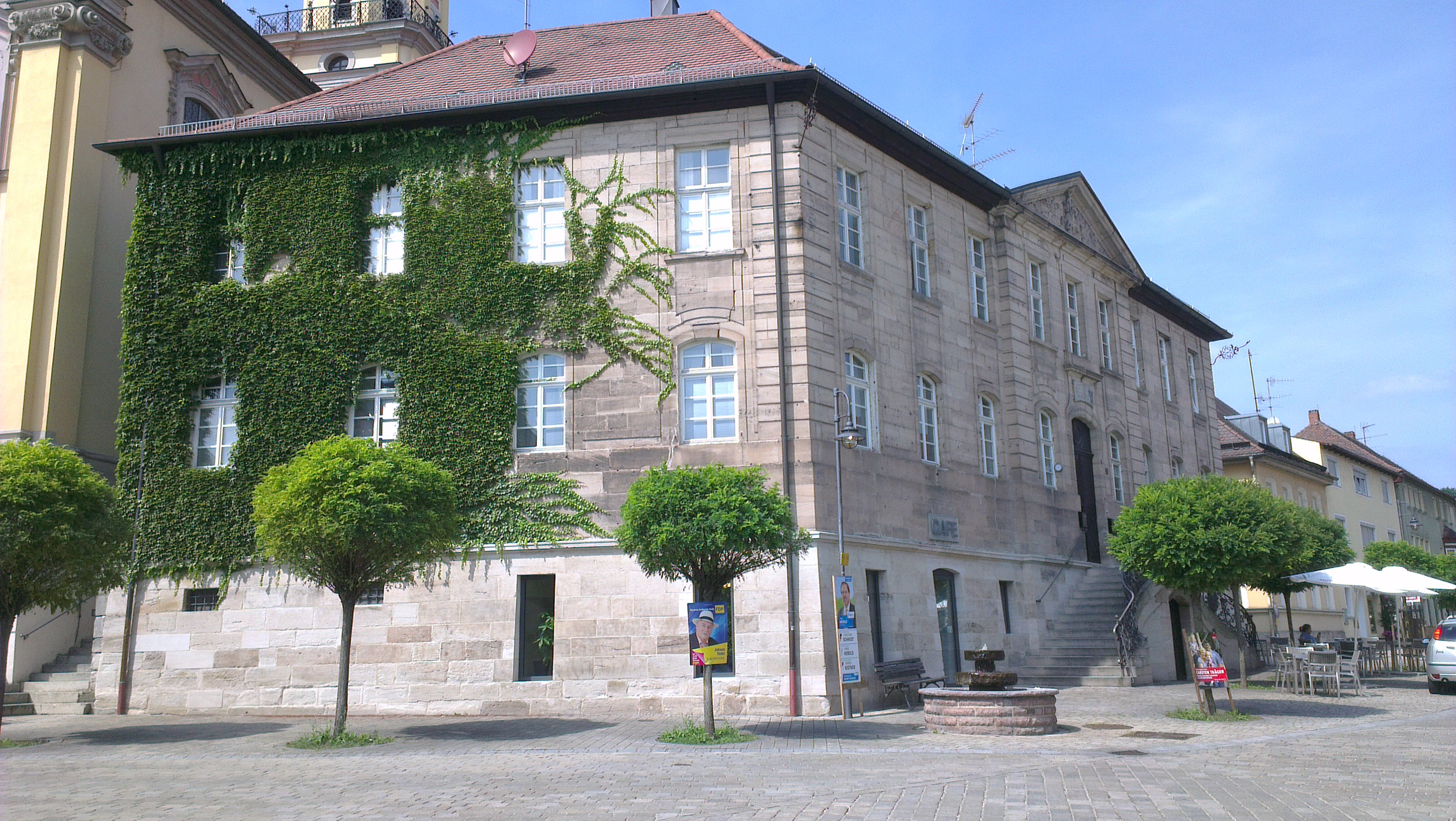
Ritterhaus

Der Ritterkanton Altmühl hatte 1703 seine Kanzlei von Rügland nach Wilhermsdorf verlegt und errichtete um 1720 seine neue Kanzlei östlich der Kirche am Marktplatz. Dieses Verwaltungsgebäude wird heute noch Ritterhaus genannt.
Gegen Ende des 18. Jahrhunderts gab es in Wilhermsdorf 130 Anwesen. Das Hochgericht und die Dorf- und Gemeindeherrschaft übte die Herrschaft Wilhermsdorf aus. Grundherren waren die Herrschaft Wilhermsdorf (Schloss, Amtshaus, Spital, Pfarrhaus, Schulhaus, Armenhaus, 3 Wirtshäuser, Schenkstatt, Hirtenhaus, 112 Häuser) und der Ritterkanton Altmühl (3 Häuser).
1791 ging die benachbarte Markgrafschaft Ansbach an das Königreich Preußen über. Der dirigierende Minister Karl August Freiherr von Hardenberg versuchte durch Aufkäufe von Herrschaften das Gebiet zu arrondieren, was aber nur teilweise gelang. Er erhöhte den Druck auf die reichsritterschaftlichen Gebiete durch herrschaftliche Eingriffe und militärische Aktionen, die größtenteils den Reichsrecht zuwider standen. Außer Protesten und Klagen in Wien und den dortigen Bescheiden, bis hin zu Exekutionsbeschlüssen, war jedoch nichts zu erlangen, geschweige denn diese Exekutionsbeschlüsse durchzusetzen. So wurden fast alle Akten des Archivs und der Registratur des Kantons Altmühl am 22. November 1796 überfallmäßig durch eine Regierungskommission aus Ansbach beschlagnahmt und nach Ansbach geschafft, um den reichsritterlichen Herren wichtige Dokument für die Prozessführung zu entziehen. Hier wurden ebenfalls Soldaten eingesetzt. Dem waren zuvor schon preußische Patentanschläge in den an Ansbach-Bayreuth angrenzenden ritterlichen Herrschaften und Reichsstädten im Februar und März 1792 vorausgegangen.
1796 gelangte der Ort dann unter preußische Landeshoheit, am 15. Dezember 1805 ging er für kurze Zeit mit dem Fürstentum Ansbach im Tausch gegen das Kurfürstentum Hannover an Frankreich und wurde 1806 dem Königreich Bayern einverleibt. Gleichzeitig wurden die unmittelbaren Rechte der Reichsritterschaften eingezogen.
Im Rahmen des Gemeindeedikts wurde 1808 der Steuerdistrikt Wilhermsdorf gebildet, zu dem Denzelmühle, Fallmeisterei, Lenzenhaus, Walkmühle gehörten. 1813 entstand die Munizipalgemeinde Wilhermsdorf, die deckungsgleich mit dem Steuerdistrikt war. Sie war in Verwaltung und Gerichtsbarkeit dem Landgericht Cadolzburg zugeordnet und in der Finanzverwaltung dem Rentamt Cadolzburg. Die freiwillige Gerichtsbarkeit und Ortspolizei hatte jedoch bis 1839 das Patrimonialgericht Wilhermsdorf inne. Am 1. Oktober 1842 wurde Wilhermsdorf dem Landgericht Markt Erlbach und dem Rentamt Neustadt an der Aisch zugewiesen (1919 in Finanzamt Neustadt an der Aisch umbenannt). Ab 1862 gehörte Wilhermsdorf zum Bezirksamt Neustadt an der Aisch (1939 in Landkreis Neustadt an der Aisch umbenannt). Die Gerichtsbarkeit blieb beim Landgericht Markt Erlbach (1879 in Amtsgericht Markt Erlbach umbenannt), seit 1959 ist das Amtsgericht Fürth zuständig. Die Gemeinde hatte ursprünglich eine Gebietsfläche von 5,944 km², die sich dann 1958 durch die Eingemeindung von Unterulsenbach auf 8,069 km² vergrößerte.
Der Herrschaftsrichter Gottlieb Christian Eberhard Wunder übernahm 1817 im Auftrag von König Ludwig die Gerichtsbarkeit von Wilhermsdorf und Buchklingen.
Der älteste Verein in Wilhermsdorf ist der Schützenverein von 1846; er entstand in einer Welle der Vereinsgründungen im 19. Jahrhundert.
In den Jahren 1878/1879 wurde das Residenzschloss abgerissen, nachdem der Staat das unbewohnte und vernachlässigte Bauwerk an eine Privatperson versteigert hatte.
1895 erreichte die Zenngrundbahn Wilhermsdorf.

### 20. Jahrhundert
Im Jahr 1907 erhielt der Ort Anschluss an das Stromnetz.
Der Johanneszweigverein wurde 1907 als Träger der Kinderschule gegründet.
1930 wurde die Postkutschenverbindung Wilhermsdorf–Unteraltenbernheim eingestellt.
Im Juni 1928 hatte der Lehrer Adolf Meyer (1895–1966) in Wilhermsdorf eine NSDAP-Ortsgruppe gegründet, war deren erster Leiter und wurde am 8. Dezember zum ersten nationalsozialistischen Gemeinderat von Wilhermsdorf gewählt. Ab Mai 1932 fungierte Meyer als Zweiter Bürgermeister, bis er im Herbst 1933 nach Neustadt an der Aisch versetzt wurde, damit sein Sohn die dortige Mittelschule besuchen konnte. Laut einer Beurteilung des Bürgermeisters und späteren Landrats Heinrich Sperber vom März 1947 habe Meyer wohl mehrere Wilhermsdorfer Bürger vor einer Einlieferung ins KZ Dachau bewahrt. In der Zeit des Nationalsozialismus, trat bei NSDAP-Veranstaltungen neben Adolf Meyer als Redner 1932 der Fürther Stadtrat Franz Jakob in Wilhermsdorf auf, wurden die Juden vertrieben und der Markt erklärte sich im Dezember 1938 für „judenfrei“.
1963 errichtete die katholische Pfarrgemeinde eine Kirche. 1964 wurde an der Steige ein neues Schulhaus eingeweiht.
Am 1. Juli 1972 wurde Wilhermsdorf im Rahmen der Gebietsreform in Bayern aus dem Landkreis Neustadt an der Aisch in den Landkreis Fürth umgegliedert. Im Rahmen dieser Gebietsreform wurden einige Orte südlich Wilhermsdorfs eingemeindet.
1976 wurde ein Hallen-Freibad an der Straße nach Unterulsenbach errichtet.

### Jüdischer Friedhof

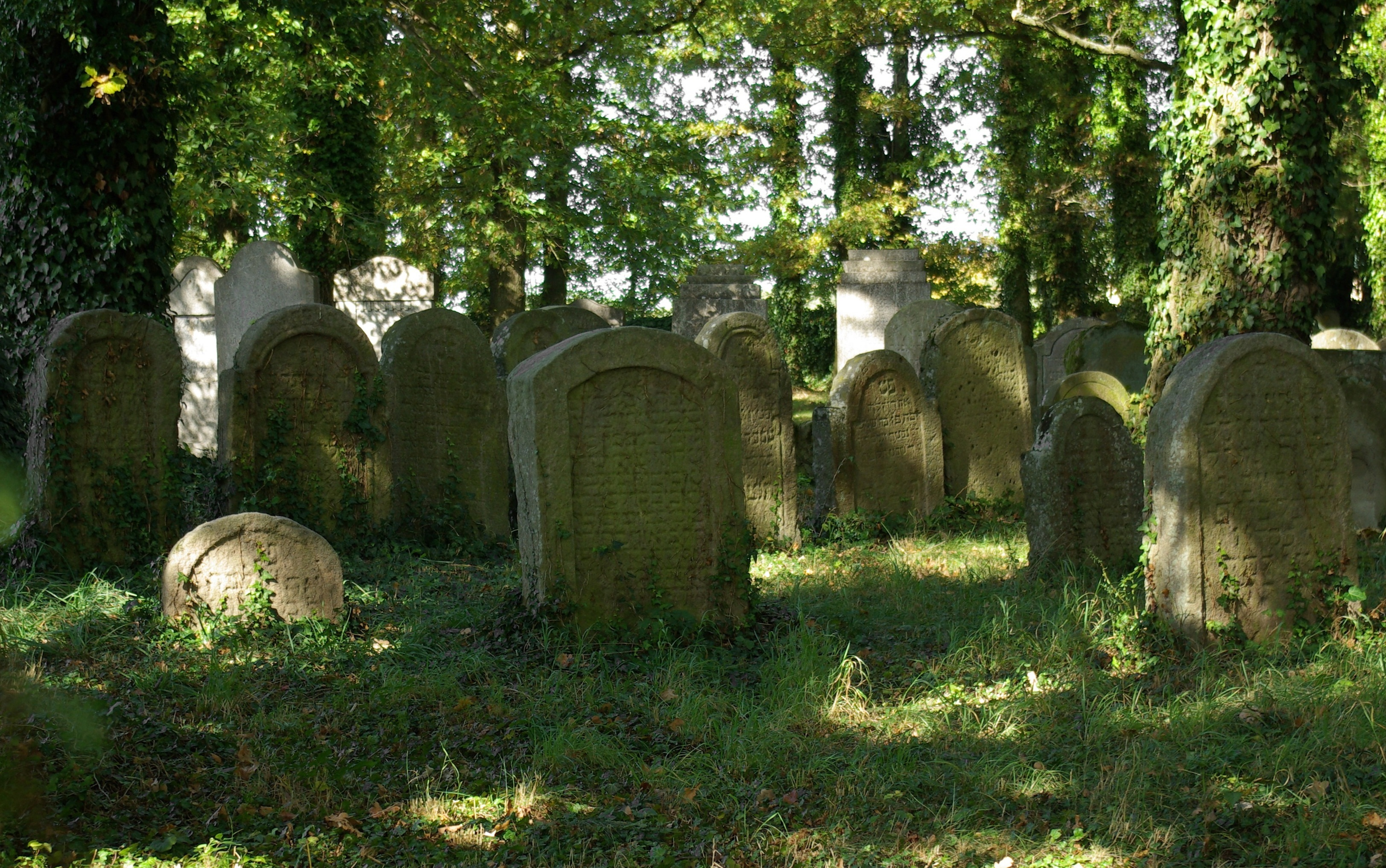
Gräber auf dem jüdischen Friedhof in Wilhermsdorf, 2011

Mindestens seit Mitte des 15. Jahrhunderts besteht an der Straße nach Siedelbach ein jüdischer Friedhof in Wilhermsdorf. Eine Darstellung aus dem Jahr 1842 zeigt einen Grabstein mit der Jahreszahl 5212 des Jüdischen Kalenders, das wäre das Jahr 1452. Der älteste lesbare Grabstein stammt aus dem Jahr 1690; seit diesem Jahr wurde auch ein Sterberegister geführt, welches bis zur letzten Beisetzung am 8. April 1936 fortgeschrieben wurde. 1865 wurde der Friedhof erweitert. Auf dem 39,5 Ar großen Friedhof liegen auch Bürger aus den Nachbargemeinden Markt Erlbach und Dietenhofen. Heute sind noch etwa 500 Grabsteine vorhanden.

### Eingemeindungen
1958 wurde Unterulsenbach eingemeindet. Am 1. Januar 1971 wurde die Gemeinde Dippoldsberg eingegliedert. Am 1. Januar 1972 kam Wolfsmühle von der aufgelösten Gemeinde Siedelbach und am 1. Juli 1972 kamen Teile der aufgelösten Gemeinde Katterbach hinzu. Kirchfarrnbach folgte am 1. Januar 1978.

### Einwohnerentwicklung
Gemeinde Wilhermsdorf
| Jahr      | 1818   | 1840   | 1852   | 1861   | 1867   | 1871   | 1875   | 1880   | 1885   | 1890   | 1895   | 1900   | 1905   | 1910   | 1919   | 1925   | 1933   | 1939   | 1946   | 1950   | 1961   | 1970   | 1987   | 1995 | 2005 | 2016   |
| Einwohner | 1172   | 1190   | 1364   | 1348   | 1313   | 1311   | 1326   | 1351   | 1304   | 1232   | 1298   | 1398   | 1448   | 1419   | 1370   | 1507   | 1737   | 1717   | 2415   | 2605   | 3029   | 2967   | 3937   | 4535 | 5065 | 5177   |
| Häuser    | 368    | 185    |        |        |        | 218    |        |        | 201    | 199    |        | 203    |        |        |        | 248    |        |        |        | 303    | 468    |        | 993    |      |      | 1551   |
| Quelle    | [ 33 ] | [ 34 ] | [ 35 ] | [ 36 ] | [ 37 ] | [ 38 ] | [ 39 ] | [ 40 ] | [ 41 ] | [ 42 ] | [ 35 ] | [ 43 ] | [ 35 ] | [ 44 ] | [ 35 ] | [ 45 ] | [ 35 ] | [ 35 ] | [ 35 ] | [ 22 ] | [ 23 ] | [ 46 ] | [ 47 ] |      |      | [ 48 ] |

Ort Wilhermsdorf
| Jahr      | 001818 | 001840 | 001861 | 001871 | 001885 | 001900 | 001925 | 001950 | 001961 | 001970 | 001987 | 002018 |
| Einwohner | 1172   | 1172   | 1322   | 1289   | 1267   | 1365   | 1478   | 2563   | 2897   | 2940   | 3137   | 4318   |
| Häuser    | 368    | 180    |        |        | 195    | 198    | 243    | 298    | 446    |        | 801    |        |
| Quelle    | [ 33 ] | [ 34 ] | [ 36 ] | [ 38 ] | [ 41 ] | [ 43 ] | [ 45 ] | [ 22 ] | [ 23 ] | [ 46 ] | [ 47 ] | [ 49 ] |

## Politik

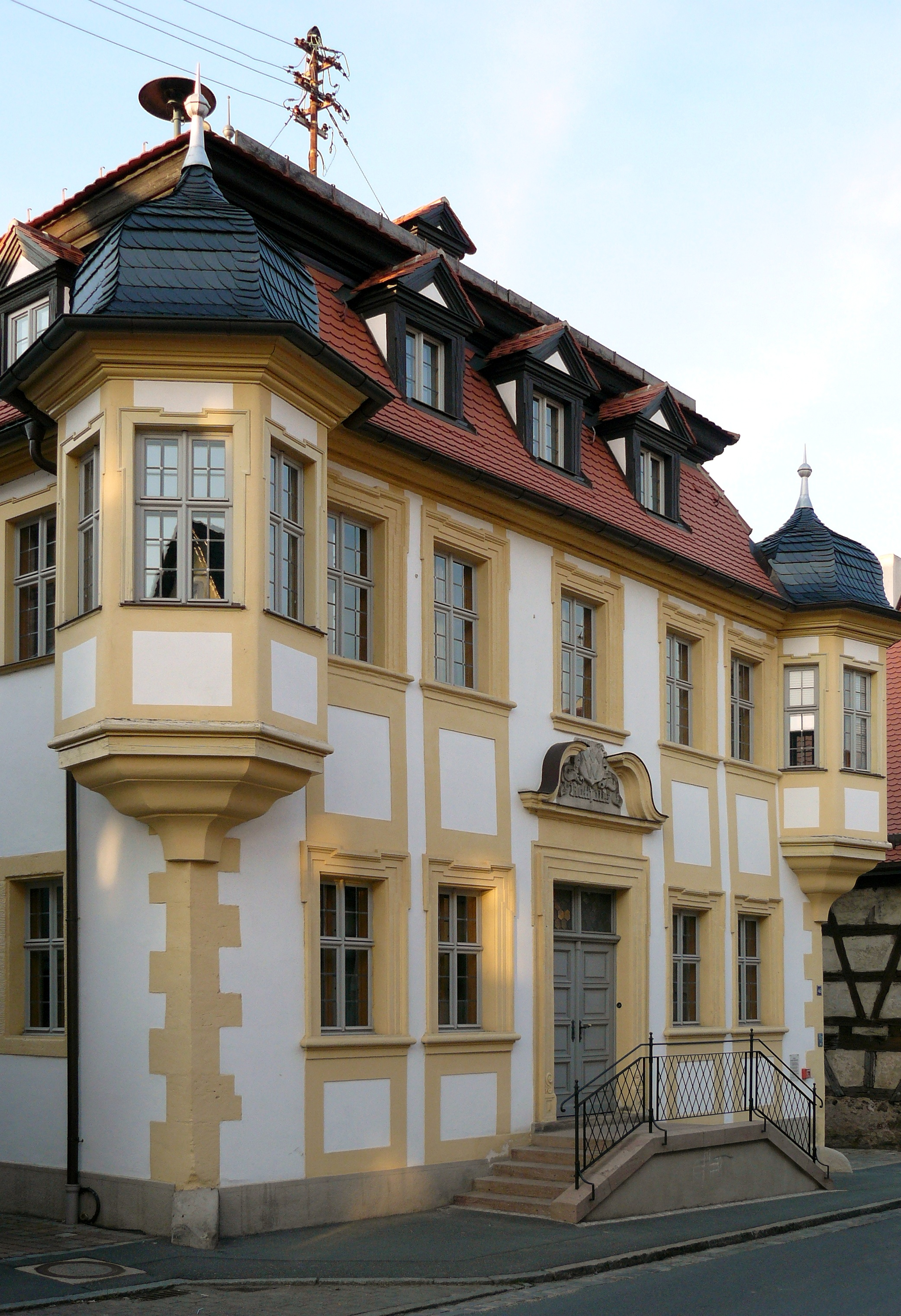
Das Wilhermsdorfer Rathaus, ehemaliges Consulentenhaus

### Marktgemeinderat
Der Marktgemeinderat von Wilhermsdorf bestand zur Kommunalwahl 2002 aus 16 Mitgliedern; auf Grund der gestiegenen Einwohnerzahl wurde zur Wahl 2008 die Zahl der zu vergebenden Mandate auf 20 erhöht.
|      | CSU | SPD | FW | Grüne | Parteilos | Gesamt   |
| 2002 | 8   | 6   | 2  | 0     | 0         | 16 Sitze |
| 2008 | 9   | 7   | 3  | 0     | 1         | 20 Sitze |
| 2014 | 11  | 5   | 4  | 0     | 0         | 20 Sitze |
| 2020 | 12  | 3   | 3  | 2     | 0         | 20 Sitze |

### Bürgermeister
Seit dem 1. Mai 1996 war Harry Scheuenstuhl (SPD) Erster Bürgermeister. 2002 wurde er mit 54,6 % im Amt bestätigt. Am 16. März 2008 gewann dieser die Stichwahl gegen Werner Koch (CSU) mit 53,7 % zu 46,3 % der Stimmen.
Seit 16. März 2014 ist Uwe Emmert (CSU) 1. Bürgermeister. Dieser gewann die Kommunalwahl 2014 im ersten Durchgang mit 52,8 %. Scheuenstuhl trat bei dieser Wahl nicht mehr an.
Bei der darauffolgenden Kommunalwahl 2020 konnte sich Emmert gegen seine Kontrahenten Ruf (Freie Wähler), Kleefeld (Grüne) und Kropstat (SPD) erneut durchsetzen.

### Wappen und Flagge
Wappen
| Wappen der Gemeinde Wilhermsdorf | Blasonierung: „Geteilt von Gold und Blau; oben nebeneinander drei stehende rote Rauten, unten der silberne Großbuchstabe W.“ |
| Wappen der Gemeinde Wilhermsdorf | Wappenbegründung: 1926 wurde das Wappen neu gestaltet, dabei griff man auf das Wappen der Herren von Wilhelmsdorf zurück und fügte das silberne W hinzu. Das W soll auf den Ortsnamen hinweisen, die Farben Blau und Silber sind die Bayerischen Landesfarben. Das Wappen wurde durch Ministerialentschließung vom 23. Juni 1926 durch das Bayerische Innenministerium beglaubigt. |

Flagge
Die Gemeindeflagge ist blau-gelb-rot.

### Gemeindepartnerschaften
- Österreich: Feld am See, seit 1988
- Deutschland: Jahnsdorf/Erzgebirge in Sachsen, seit 1998

## Kultur und Sehenswürdigkeiten

### Rathaus
Das Rathaus ist ein unter Franziska-Barbara zwischen 1717 und 1718 entstandenes herrschaftliches Wohn- und Verwaltungsgebäude. Dieses Consulentenhaus wurde zwischen 1719 und 1720 um einen Gebäudeflügel auf der Rückseite erweitert, in dessen Obergeschoss sich ein barocker Ballsaal befindet. Es wurde 1811 vom Königreich Bayern privatisiert und als Handwerkerhaus genutzt. 1939 erwarb der Markt das Haus, um es als Rathaus zu nutzen. Zwischen 2000 und 2005 wurde das Haus saniert und erweitert.

### Sport
Der TSV 1886 Wilhermsdorf e. V. besteht aus den Abteilungen Fußball, Judo, Tennis, Tischtennis, Turnen und Volleyball.
Seit Dezember 2017 bestand der Förderverein Badfreunde-Wilhermsdorf e. V. zur Erhaltung und Sanierung des Hallen- und Freibades. Da der Bürgerentscheid gegen die Schließung des Hallen- und Freibades und den gemeinsamen Neubau mit der Stadt Langenzenn im Einzugsgebiet der Stadt Langenzenn positiv für den Erhalt des Hallen- und Freibades ausging hat sich der Verein aufgelöst.

### Regelmäßige Veranstaltungen
Kirchweih ist jedes Jahr an Pfingsten und Mitte September. Mitte Juli findet das Marktplatzfest statt.

## Wirtschaft und Infrastruktur

### Verkehr
Die Staatsstraße 2252 führt zu einer Anschlussstelle der Bundesstraße 8 bei Langenzenn (4,2 km östlich) bzw. nach Markt Erlbach (5 km nordwestlich). Die Kreisstraße NEA 23/FÜ 18 führt nach Siedelbach (3,8 km nördlich) bzw. nach Meiersberg (1,6 km südlich). Gemeindeverbindungsstraßen führen nach Dürrnbuch zur NEA 19 (3,1 km nördlich), nach Dippoldsberg (1,5 km südwestlich) und nach Unterulsenbach (1,2 km nordwestlich).
2002 entstand durch die Verbindung der Ansbacher Straße und der Nürnberger Straße südlich der Bahnlinie eine Umgehungsstraße, die den Ortskern von einem Großteil des Durchgangsverkehrs entlastet.
Seit dem 9. September 1895 verbindet die Zenngrundbahn den Ort mit der Station Siegelsdorf an der Bahnstrecke Fürth–Würzburg, am 5. Dezember 1902 wurde sie bis nach Markt Erlbach verlängert; die Züge verkehren von und nach Fürth Hbf, teils von und nach Nürnberg Hbf.
1998 ging zusätzlich die Station Wilhermsdorf Mitte in Betrieb.
Durch Wilhermsdorf verlaufen die Fernwanderwege Ansbacher Weg, Burggrafenweg und Rangau-Querweg.

### Energie
In Wilhermsdorf befinden sich seit 2009 die höchsten Windkraftanlagen Bayerns in Form von zwei Windkraftanlagen des Typs Enercon E-82 mit 138 Metern Nabenhöhe und 179 Metern Gesamthöhe. Seit dem Jahr 2010 befinden sich drei weitere Windkraftanlagen desselben Typs auf dem Marktgebiet. Jede Anlage kann 2,3 MW leisten.

## Persönlichkeiten

### Söhne und Töchter der Gemeinde
- Philipp Ferdinand von Limburg-Styrum (1734–1794), deutscher Adliger, Erbe von Wilhermsdorf und der Herrschaft Oberstein an der Nahe
- August Luchs (1849–1938), deutscher Klassischer Philologe
- Christian Dietzfelbinger (1924–2021), evangelischer Theologe und Professor an der Eberhard Karls Universität in Tübingen

### Persönlichkeiten, die vor Ort gewirkt haben
- Heinrich Hermann Schutzbar genannt Milchling (1532–1592), 1561 Ritter des Ordens vom Heiligen Grab zu Jerusalem, 1569 Reichsfreiherr zu Wilhermsdorf
- Salomon Schweigger (1551–1622), Orientreisender, 1589–1605 evangelischer Prediger zu Wilhermsdorf
- Graf Wolfgang Julius von Hohenlohe-Neuenstein (1622–1698), deutscher Generalfeldmarschall und letzter Graf von Hohenlohe-Neuenstein
- Gräfin Franziska Barbara zu Welz-Wilmersdorf (1666–1718), des Grafen Wolfgang Julius von Hohenlohe-Neuenstein Ehefrau, Herrin über Wilhermsdorf
- Adam Ernst Reichard (1670–1756), deutscher Orgelbauer des Barock
- Johann Gerhard Pagendarm (1681–1754), 1713 bis 1719 Hof- und Stadtkaplan
- Johann Christoph Wiegleb (1690–1749), deutscher Orgelbauer des Barock
- Gottlieb Christian Eberhard Wunder (4. März 1787 – 25. November 1864), Herrschaftsrichter in Wilhermsdorf
- Gotthilf Fischer (1928–2020), gründete 2014 den Verein Bund zum Erhalt des deutschen Liedgutes, der in Wilhermsdorf seinen Sitz hat.[56]